# キャメル・レアード
キャメル・レアード (Cammell Laird) はイギリスの造船会社である。
20世紀初頭にバーケンヘッドのレアード・ブラザーズとシェフィールドのジョンソン・キャメル・アンド・カンパニー が合併して成立した。
1929年までは鉄道車両も製造していたが、鉄道車両部門はメトロポリタン合同客貨車会社と合併してメトロキャメルとなった。 

## 歴史

### 創業

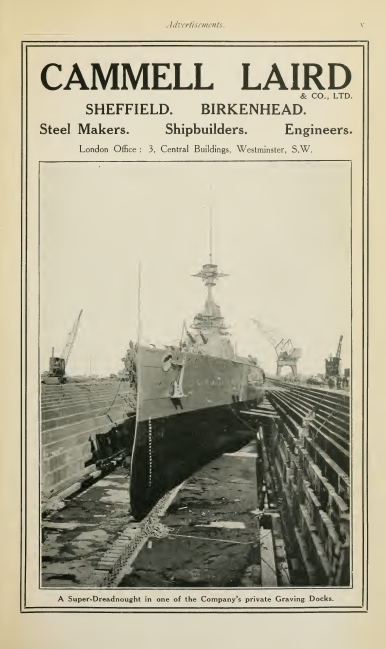
1915年の広告

前身の一つであるレアードは、1824年にバーケンヘッド鉄工所を設立したウィリアム・レアードによって設立された。
1828年に息子のジョン・レアードが経営に参加し、初の建造船である鋼製はしけが竣工した。ジョンがボイラーの製造技術を造船にも応用できることを見出したことをきっかけに卓越した鋼船建造技術を持つ造船所となった。1860年にジョン・レアードは3人の息子を経営に参加させるとともに、社名をジョン・レアード、サンズ・アンド・カンパニー (John Laird, Sons & Co.) と改めた。ジョンが1874年に亡くなると、息子達は社名をレアード・ブラザーズに改めた。 
一方、ジョンソン・キャメル・アンド・カンパニー (Johnson Cammell & Co.) はチャールズ・キャメルとヘンリー・ジョンソンおよびトーマス・ジョンソンが設立した会社で、シェフィールドに拠点を置いて多数の金属製品、とりわけイギリス国鉄向けの鉄輪とレールを製造していた。 

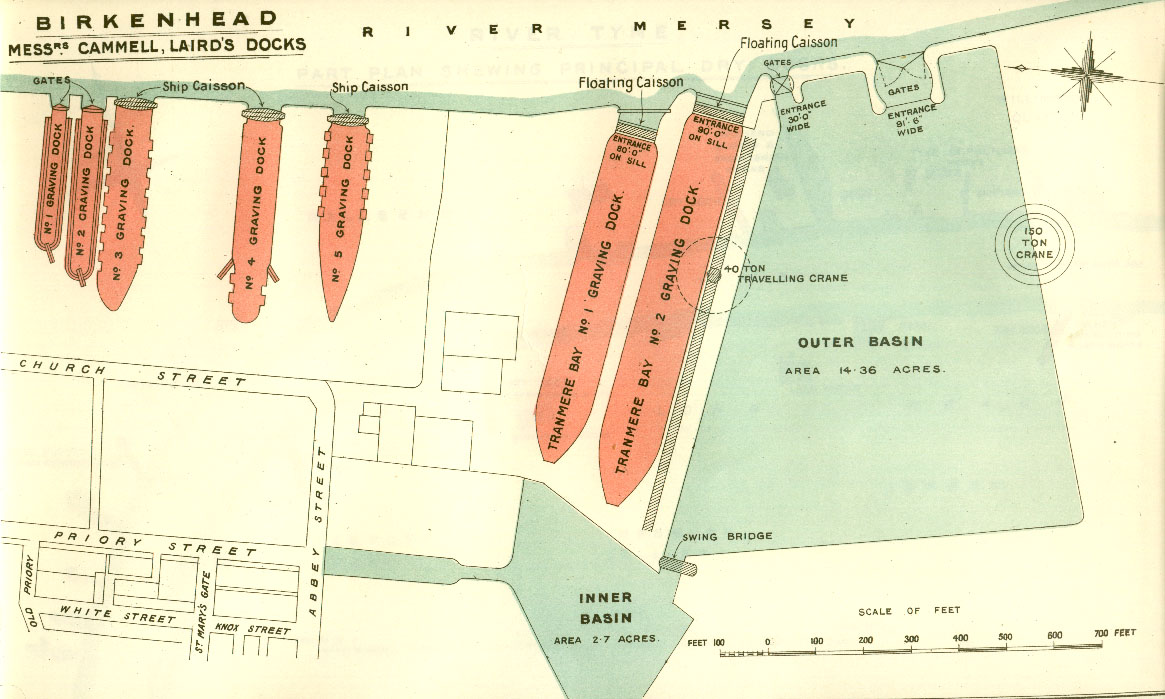
1909年当時のドックのレイアウト

1903年にこの2社が合併してキャメル・レアードとなり、大手造船会社の一角を占めた。同社はロンドン地下鉄向けに多数の車両を製造し、1919年には空気圧式自動ドアを備えた初の地下鉄車両である1920形を40両 (制御車20両、付随車20両) 納入している。1920形は空気圧式自動ドアに換装した1906年製のゲート形電動車とともに6両編成で運転されていた。自動ドアには挟み込みを検知して開く機構が設けられていたが、あまりに敏感で誤動作するため最初の試運転の後に撤去されている。1930年に電動車が入れ替えられた後、1938年まで運用されていたが、第二次世界大戦後には教習車になった5両を除く35両が廃車となった。この他、スタンダード形電車の製造にあたっては1922形試作電車の製造を担当する5社のうち1社、さらに量産車の製造メーカー3社のうち1社に選ばれて、1923年に電動車41両と付随車40両、1924年に制御車25両、1925年に電動車48両を納入した。 
1927年にはインド向けに客車160両を製造し、はしけに載せてキングストン・アポン・ハルに積み出した。その後、1929年にキャメル・レアードの鉄道車両事業は分離され、メトロポリタン客貨車融資会社と合併してメトロキャメルとなった。 
1829年から1947年にかけて、さまざまな種類の船舶 1,100隻以上を建造してマージー川に進水させた。同社建造船として著名なものには、1858年に建造された世界初の鋼船でデイヴィッド・リヴィングストンのザンベジ川探検に使われた Ma Roberts や、 1862年に建造されたアメリカ連合国向けに機走スループ アラバマ、軍艦として最短建造記録をもつイギリス海軍のキャロライン (船台へのキール据付から進水まで9か月) のほか、1920年には世界初の全溶接船フラガーを建造している。イギリス海軍向けの主力艦としては、1937年に空母アーク・ロイヤル (初代)、1941年に戦艦プリンス・オブ・ウェールズ、さらに1950年にはそれまでのイギリス海軍軍艦で最大となる空母アーク・ロイヤル (2代目) を建造した。 
1898年には第二次ボーア戦争中に製造されたファウラー装甲列車 (Fowler Armoured Road Trains、ここでいう列車は「列をなす車両」の意味で、鉄道列車ではなく先頭の動力付き装甲車両が複数の装甲車両を牽引するもの) 向けに半インチ装甲板を供給している。この装甲列車は車輪を備えて道路を走行する軍用装甲車両としては最初のもので、第一次世界大戦で登場した戦車に20年近くも先行するものであった。 

### 戦後と1993年の閉鎖

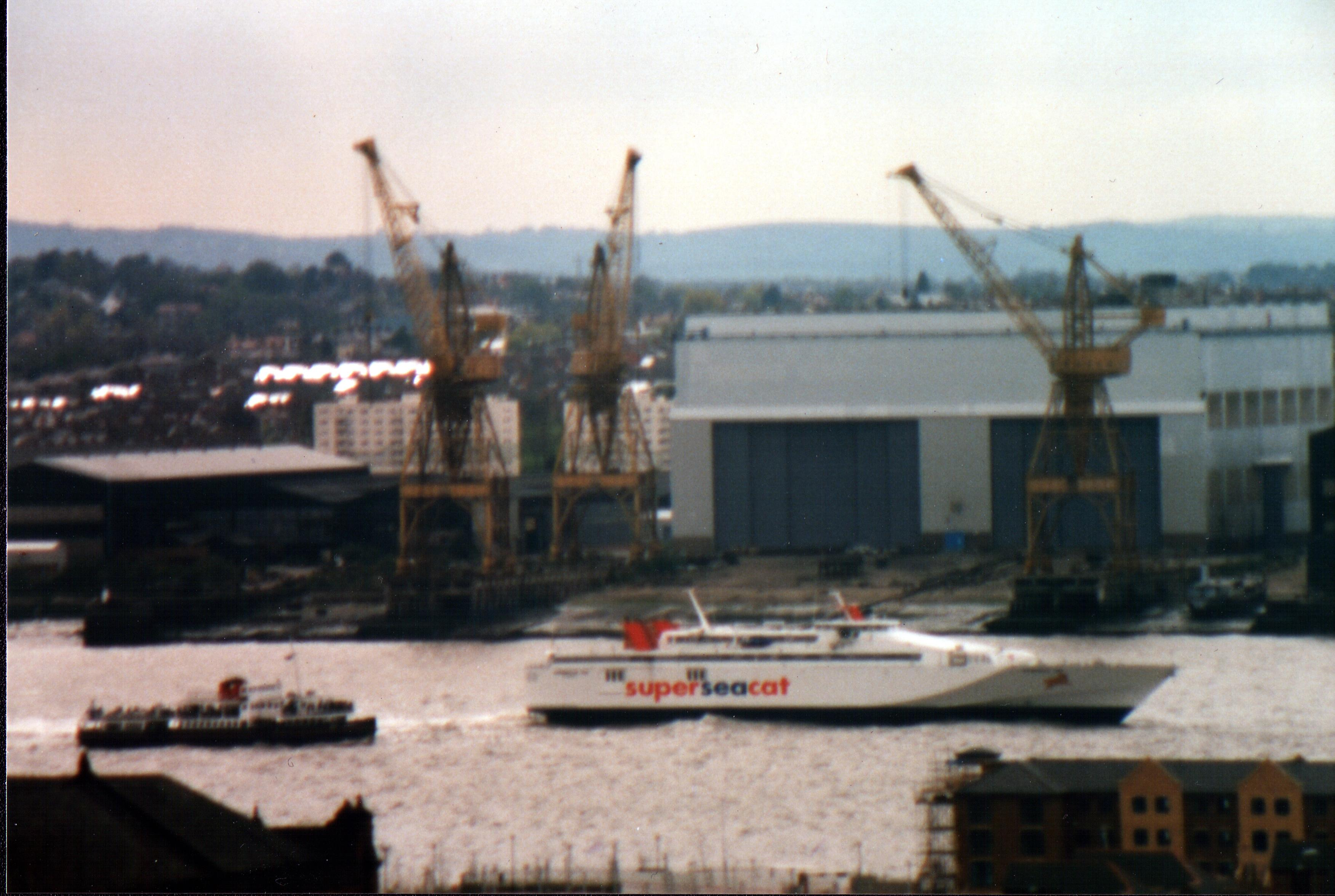
キャメル・レアードの潜水艦建造施設とバースクレーン (2006年)。潜水艦の建造過程は機密のため、屋根が架けられている。

1977年には他の造船会社とともに国有化されてブリティッシュ・シップビルダーズとなった。 1986年には、 バロー＝イン＝ファーネスに本拠を置くヴィッカース・シップビルディング・アンド・エンジニアリング (VSEL) の一部門として民営化された。原子力潜水艦を建造できる造船所は、イギリスではVSELとキャメル・レアードの2社にしかなかった。1993年にイギリス海軍で最後の通常動力型潜水艦であるユニコーンを完成させたが、これによりアップホルダー級潜水艦の建造プログラムが終了したことから、親会社のVSELがキャメル・レアードの造船所を閉鎖することを発表した。 

### 再建と船舶修理
閉鎖後、造船所の敷地の一部をコーストライン・グループが船舶修理施設としてリースしていたが、最終的にコーストライン・グループは造船所の一部を購入して改めてキャメル・レアードとして1997年にロンドン証券取引所に再上場した。その後、ティーズサイド、タインサイド 、ジブラルタルの造船所を買収して傘下に加えた。 
しかし、コスタ・クルーズから5000万ポンドで受注したクルーズ客船コスタ・クラシカの改装工事の遅延などによる財政難のため、2001年4月にまたも管財人の管理下に置かれることになり、バーケンヘッドとティーズサイドおよびタインサイドの造船所はA&Pシップリペアグループに買収された。ジブラルタルの自社造船所と海軍造船所はマネジメント・バイアウトにより処分された。 

### 再建 - キャメル・レアード・シップリペア

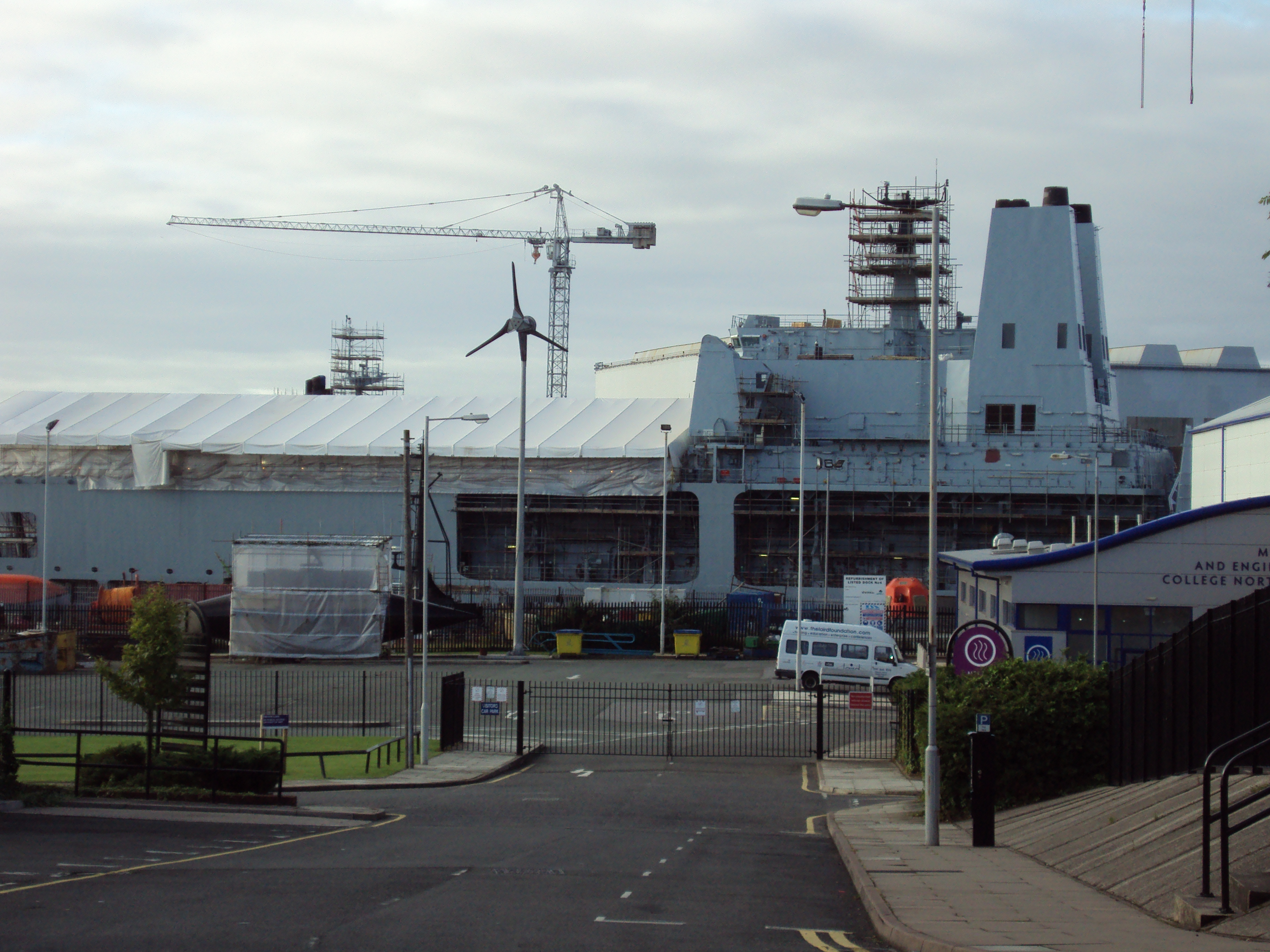
キャメル・レアードで修繕中のフォート・ビクトリア級給油艦、2009年

A＆Pグループは、バーケンヘッドの子会社 A＆Pバーケンヘッドを2005年にノースウェスタン・シップリペアラーズ・アンド・シップビルダーズに売却した。ノースウェスタン・シップリペアラーズ・アンド・シップビルダーズの持分50%を保有し、マージー・ドックス・アンド・ハーバー・カンパニーを傘下に収めるピール・ホールディングスは、2007年1月にウィラル・ウォーターズによる再開発のためにキャメル・レアードの造船所および周辺敷地を買収したが、ノースウェスタン・シップリペアラーズ・アンド・シップビルダーズは経営再建の中核となる造船所施設を引き続き長期リースで借り受けて操業を続けている。
2007年にはノースウェスタン・シップリペアラーズ・アンド・シップビルダーズがキャメル・レアードの名称を利用する権利を取得したと発表された。これを受けてノースウェスタン・シップリペアラーズ・アンド・シップビルダーズは2008年11月17日に社名をキャメル・レアード・シップリペアラーズ・アンド・シップビルダーズに変更した。同社によれば、この社名変更は再建が軌道に乗り適切な時期になったことに加え、「キャメル・レアードは国際的に認知されたブランドであり、入札の際に好感を得やすい」からだという。 
2008年2月には国防省からイギリス海軍補助艦隊のフォート・ロザリーのオーバーホールを2800万ポンドで受注した。 
2010年1月には空母クイーン・エリザベスの飛行甲板の製作を4400万ポンドで受注した。 
2012年5月には造船所が完全な建造能力を取り戻したことに加え、ダヌーンを拠点とする船会社ウェスタン・フェリーズが新たに建造するカーフェリー2隻の優先入札者となったことが発表された。2012年10月には受注したカーフェリーMVサウンド・オブ・セイル (2代目) と MVサウンド・オブ・ソアイの建造が開始された。 
2014年4月には、政府は英国南極観測局向けの調査船の調達を決定し、キャメル・レアードは2015年に推定総額2億ポンドとされる建設契約を勝ち取った。調査船サー・デイヴィッド・アッテンボローは2019年の就役が予定されている。 

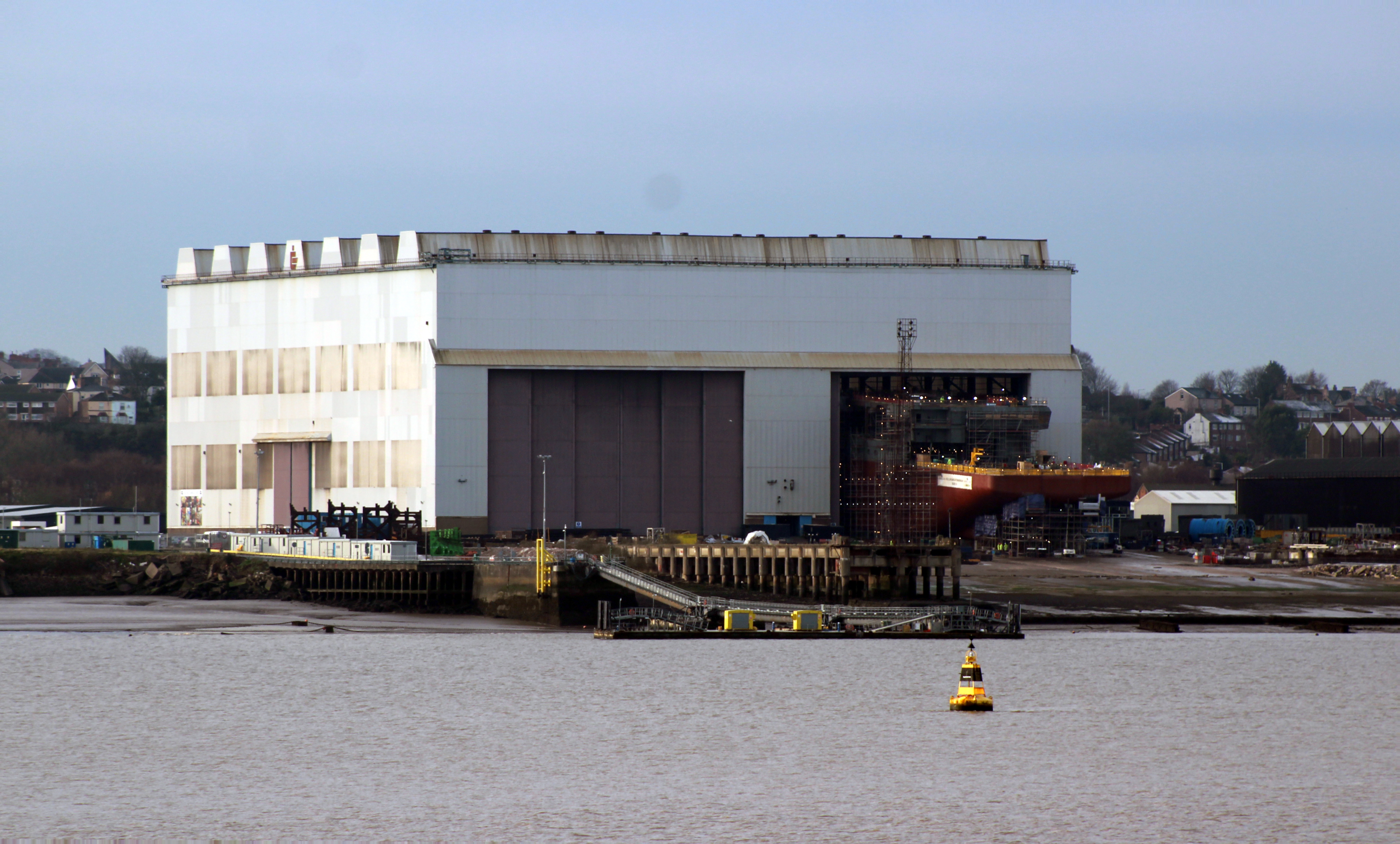
造船所で建造中のサー・デイヴィッド・アッテンボロー

2017年10月にはイギリス海軍の31型フリゲートの建造契約に入札するため、BAEシステムズとの協力協定を締結したことが発表された。 
2018年にレッド・ファンネルは貨物フェリーMVレッド・ケストレルの建造を1000万ポンドでキャメル・レアードに発注した。起工式は同年5月31日には行われ、翌年に就航した。 
2018年10月には国防省からタイド型給油艦の「ロット3」4隻の維持管理を推定2億6,200万ポンドで受注した。このほか、キャメル・レアードが既に請け負っているイギリス海軍補助艦隊の艦船9隻の維持管理についても、新たに3億7,700万ポンドの契約を締結することが発表された。 

## 関連書籍
- Johnston, Ian; Buxton, Ian (2013). The Battleship Builders - Constructing and Arming British Capital Ships (Hardback). Annapolis, Maryland: Naval Institute Press. ISBN 978-1-59114-027-6